# União Internacional de Caminhos de Ferro
A União Internacional de Caminhos de Ferro (UIC - em francês:  Union internationale des chemins de fer) é uma organização mundial para a cooperação internacional entre as companhias de caminho de ferro associadas e para a promoção do modo de transporte ferroviário. Foi fundada em 1922. Os fundamentos iniciais foram a padronização e melhoramento das condições nas operações e construção dos caminhos de ferro, tendo em vista especialmente o melhoramento do tráfego internacional.
O UIC tem 171 membros (companhias ferroviárias, operadores das linhas de caminho de ferro, gestores de infraestruturas, fornecedores de serviços ferroviárias, companhias de transportes públicos, etc. em todos os 5 continentes. A sede da União Internacional de Caminhos de Ferro localiza-se em Paris, na França.